# تشاك إيدسون
تشاك إيدسون (بالإنجليزية: Chuck Eidson)‏ مواليد 10 أكتوبر 1980 في كارولاينا الجنوبية، هو لاعب كرة سلة أمريكي معتزل. بدأ مسيرته الاحترافية في سنة 2003. يبلغ طوله 6 قدم 8 بوصة (2.0 م). اعتزل اللعب في 2014.

## المسيرة الاحترافية
لعب مع ستراسبورغ أي جي في الدوري الفرنسي في موسم 2006–2007، ثم لعب مع ليتوفوس رايتس من سنة 2007 إلى 2009، ثم لعب مع مكابي تل أبيب لكرة السلة من سنة 2009 إلى 2011، ثم لعب مع نادي برشلونة لكرة السلة في الدوري الإسباني في موسم 2011–2012، ثم لعب مع نادي يونيكس قازان لكرة السلة من سنة 2012 إلى 2014.

## إحصائيات المسيرة
|  | تصدر الدوري |

### الدوري الأوروبي
| السنة   | الفريق                   | لعب | بدأ | دقيقة | ميداني% | ثلاثية | حرة  | ارتداد | صنع | استلاب | تصدي | نقطة | أداء |
| ------- | ------------------------ | --- | --- | ----- | ------- | ------ | ---- | ------ | --- | ------ | ---- | ---- | ---- |
| 2007–08 | ليتوفوس رايتس            | 18  | 15  | 29.1  | .408    | .489   | .778 | 4.1    | 2.7 | 2.2    | .2   | 12.2 | 12.7 |
| 2009–10 | مكابي تل أبيب لكرة السلة | 20  | 19  | 32.3  | .442    | .329   | .791 | 4.5    | 2.6 | 1.2    | .2   | 12.0 | 13.4 |
| 2010–11 | مكابي تل أبيب لكرة السلة | 22  | 20  | 29.1  | .479    | .339   | .705 | 4.3    | 3.5 | 2.6    | .1   | 9.7  | 14.3 |
| 2011–12 | نادي برشلونة لكرة السلة  | 18  | 14  | 20.4  | .435    | .365   | .786 | 3.4    | 2.3 | 1.2    | .1   | 7.7  | 9.2  |
| المسيرة |                          | 78  | 68  | 27.9  | .441    | .373   | .765 | 4.1    | 2.8 | 1.8    | .2   | 10.4 | 12.5 |

## روابط خارجية
- تشاك إيدسون على موقع الدوري الأوروبي لكرة السلة (الإنجليزية)
- تشاك إيدسون على موقع الدوري الإسباني لكرة السلة (الإسبانية)
- تشاك إيدسون على موقع كرة السلة الأوروبية.كوم (الإنجليزية)
- تشاك إيدسون على موقع DraftExpress.com (الإنجليزية)
- تشاك إيدسون على موقع كلية كرة السلة في سبورتس رفرنس.كوم (الإنجليزية)
- تشاك إيدسون على موقع ريلجم (الإنجليزية)
- تشاك إيدسون على موقع بروبوليرز (الإنجليزية)
- تشاك إيدسون على موقع سبورتس رفرنس (الإنجليزية)
- تشاك إيدسون على موقع سبورتس رفرنس (الإنجليزية)